# Шлоссар, Антон
Антон Шлоссар (нем. Anton Schlossar; 27 июня 1849, Троппау (ныне Опава, Моравскосилезского края Чехии) — 1 августа 1942, Грац, Австрия) — немецко-австрийский писатель, историк культуры, фольклорист, собиратель и исследователь народных песен. Директор библиотеки Грацского университета им. Карла и Франца. Доктор права (1873).

## Биография
Изучал право в университете Граца, где в 1873 году получил докторскую степень. Работал в судебной системе Австрии.
В 1875 перешёл на работу в университетскую библиотеку Граца, с 1903 по 1910 год — её директор.
Известен многочисленными публикациями по вопросам истории культуры и её видных деятелей Германии и Австрии, в первую очередь, Штирии. В частности, автор книги о творческом пути поэта Анастасия Грюна
Совершил много поездок с целью сбора народных песен. Кроме того, им написан ряд литературных произведений.

## Избранные произведения
- «Innerösterreichisches Stadtleben vor hundert Jahren» (1877);
- «Erzherzog Johann und seine Bedeutung für Steiermark» (1878);
- «Oesterreichische Kultur. Litteraturbilder» (1879);
- «Steiermark im deutschen Liede» (1880);
- «Erzherzog Johann Baptist von Österreich» (1880);
- «Erzherzog Johann im Liede» (1881);
- «Steiermärkische Bäder und Luft-Curorte» (1883);
- «Kultur. Sittenbilder aus Steiermark» (1885);
- «Hundert Jahre Dichtung in Steiermark» (1893);
- «Anastasius Grüns sämtliche Werke in zehn Bände»n (1906).